# Domenico La Bruna

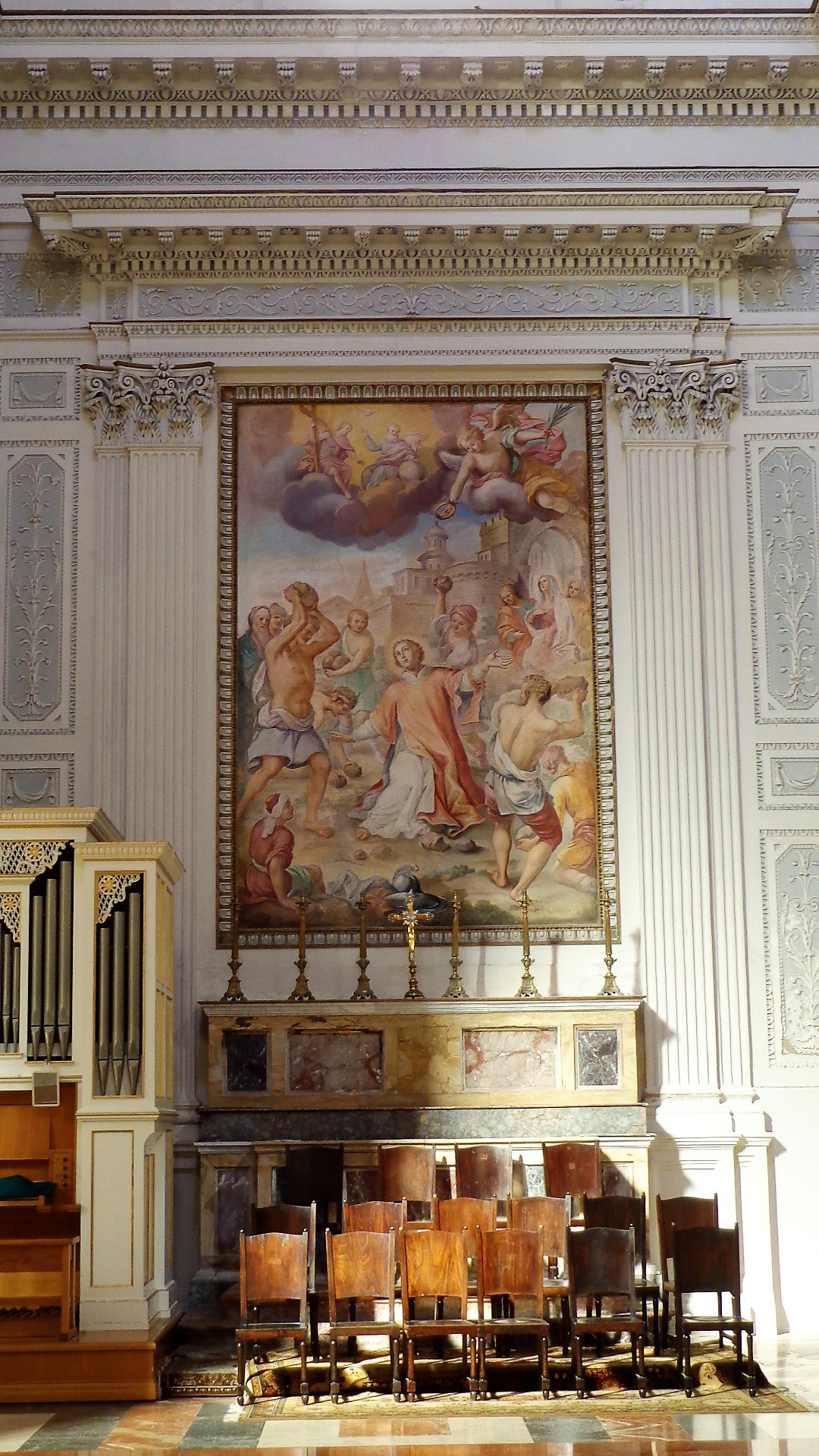
Lapidazione di Santo Stefano, protobasilica cattedrale di San Lorenzo.

Domenico La Bruna (Trapani, 24 febbraio 1699 – Trapani, 19 giugno 1763) è stato un pittore italiano del barocco siciliano, attivo soprattutto a Trapani e provincia.

## Biografia
Figlio di Domenico, mercante di origine messinese, e di Rosalia. Instradato al commercio, fu determinato nel seguire la passione per la pittura e la vocazione religiosa culminata con l'ordinazione sacerdotale. 
Le opere trattano temi sacri su commissione da ordini religiosi per luoghi di culto, temi allegorici per la raffinata decorazione di ambienti in palazzi nobiliari e abbellimenti di interni in edifici pubblici.
I suoi modi stilistici sono in parte riconducibili alla tradizione tardobarocca locale, l'impronta novellesca mutuata in un primo tempo attraverso le opere di Andrea Carrera e successivamente di Giuseppe Felice, Giuseppe La Francesca, ma anche dal ricco e variegato ambiente palermitano con riferimento ad Antonio Grano, Filippo Tancredi, Olivio Sozzi e soprattutto Vito D'Anna.
Nel panorama degli artisti della penisola subisce il fascino e le contaminazioni di pittori del calibro di Corrado Giaquinto, Carlo Maratta, Salvatore Rosa, Luca Giordano, Francesco Solimena.

## Opere

### Palermo e provincia
- XVIII secolo, Sacra Famiglia, dipinto, opera custodita nella chiesa di San Vito di Monreale.
- 1737, Gloria di Sant'Ignazio di Loyola, dipinto, opera commissionata per la chiesa gesuitica, oggi chiesa del Sacro Cuore di Monreale.
- 1730, Gloria della Madonna del Fervore raffigurata con la Trinità e Santi Gesuiti in adorazione, affresco, opera realizzata nelle volte del salone San Luigi della Congregazione di Maria Santissima del Fervore del Collegio Massimo dei gesuiti di Palermo.[3]

### Trapani e provincia
Alcamo 
- 1738, Santa Francesca Romana in adorazione della Sacra Famiglia e Angelo Custode, dipinti, opere custodite nella chiesa del santo Angelo Custode.
- 1738, Gloria dell'Immacolata, affresco, opera realizzata nel soffitto dell'oratorio del Santissimo Crocifisso
- Immacolata Concezione,  nel Collegio dei Gesuiti
- Gesù nell'orto dei Getsemani, affresco nel Collegio dei Gesuiti
- La Flagellazione di Gesù, affresco nel Collegio dei Gesuiti
- Incontro con la Veronica, affresco nel Collegio dei Gesuiti
- 1738, Madonna col Bambino raffigurata tra San Luigi Gonzaga e San Stanislao Kostka, opera custodita nella basilica di Santa Maria Assunta.

 Calatafimi 
- 1760, Madonna di Trapani raffigurata tra San Nicola di Bari e Sant'Alberto Carmelitano, pala d'altare, opera custodita nella chiesa del Crocifisso.
- XVIII secolo, San Francesco sorretto dagli angeli, dipinto, opera documentata nel duomo di San Sivestro.

 Castellammare del Golfo 
- 1738, Ambasceria della Vergine, affreschi, opere documentate nella cappella del castello di Inici, brani di pitture staccati ed esposti nel duomo di Maria Santissima del Soccorso.

 Castelvetrano 
- XVIII secolo, Santa Maria Maddalena de' Pazzi, dipinto su tela, opera custodita nella chiesa di Maria Santissima del Carmelo.
- XVIII secolo, Trasfigurazione, dipinto su tela, opera autografa "Dominicus La Bruna P(inxit)" custodita nella chiesa di Maria Santissima del Carmelo.

 Custonaci 
- XVIII secolo, Natività della Vergine e Natività di Cristo con i pastori, affreschi, opere presenti nella volta del cappellone del santuario di Maria Santissima di Custonaci.

 Erice 
- XVIII secolo, Trionfo dell'Ordine carmelitano con Santa Teresa d'Avila e Sant'Alberto degli Abbati,
- XVIII secolo,Estasi di Santa Teresa, affreschi, attribuzione, opere realizzate nella volta della chiesa di Santa Teresa.
- XVIII secolo, Apparizione di San Giuseppe a Santa Teresa, dipinto, opera documentata nel monastero della chiesa di Santa Teresa.
- XVIII secolo, Discesa dello Spirito Santo, affresco della volta dell'Oratorio detto «Casa Santa di Sales» della chiesa di San Cataldo.
- XVIII secolo, San Francesco di Sales distribuisce la comunione, dipinto documentato nell'Oratorio detto «Casa Santa di Sales» della chiesa di San Cataldo.
- XVIII secolo, Educazione della Vergine, Sacra Famiglia detta la Madonna della Pera, Vestizione di Santa Teresa, olio su tela, dipinti provenienti dal monastero dell'Ordine carmelitano della chiesa di Santa Teresa e custodite presso il Museo civico "Antonio Cordici".
- XVIII secolo, Episodi della vita della Vergine, affreschi realizzati nella Cappella dell'Annunziata del convento del Carmine.

 Favignana 
- XVIII secolo, Ciclo, dipinti, opere documentate nel duomo di Maria Santissima Immacolata.[4]

 Marsala 
- XVIII secolo, Sacra Famiglia, dipinto, opera custodita nella chiesa di San Giuseppe.
- XVIII secolo, Ciclo, affreschi parietali, opere realizzate nella chiesa di Santa Maria della Grotta.
- XVIII secolo, San Francesco chiede la grazia della Porziuncola, dipinto, opera custodita nella chiesa di Santa Maria delle Grazie.
- XVIII secolo, San Pietro e San Benedetto, affresco, opera realizzata nella chiesa di San Pietro del monastero dell'Ordine benedettino.[3]
- XVIII secolo, Strage degli Innocenti e Sepoltura di Gesù Cristo, affreschi parietali, opere documentate nella chiesa di Gesù e Maria,[5] brani trasferiti su tela custoditi nella Cappella di San Mattia della basilica cattedrale di San Tommaso Becket Vescovo di Canterbury.

 Mazara del Vallo 
- 1735, Adorazione dei Magi, dipinto, opera commissionata per la chiesa di Maria Santissima Annunziata al Carmine.[6]
- 1737, Madonna di Trapani raffigurata tra santi carmelitani, opera commissionata per chiesa di Maria Santissima Annunziata al Carmine.
- 1742, Ciclo, affreschi, opere realizzate per la chiesa di Sant'Ignazio di Loyola del Collegio dei Gesuiti,[4] trasferite su tela e custodite nel Museo diocesano.
- 1742, Madonna del Buon Consiglio, pala d'altare proveniente dalla chiesa di Sant'Ignazio di Loyola del Collegio dei Gesuiti,[4] opera oggi custodita nella chiesa di San Francesco di Paola.
- 1742c., Incoronazione di San Vito, pala d'altare, opera proveniente dalla chiesa di Sant'Ignazio di Loyola del Collegio dei Gesuiti[4] poi nella chiesa di Santa Teresa.
- 1742, San Vito adorato da Santi gesuiti, pala d'altare, opera proveniente dalla chiesa di Sant'Ignazio di Loyola del Collegio dei Gesuiti[4] poi custodita nel Museo diocesano.

 Trapani 
- XVIII secolo, San Giuseppe e San Lorenzo su temi della Purificazione delle Anime, dipinti a guazzo, opere documentate nel presbiterio della chiesa del Purgatorio.[7]
- XVIII secolo, San Calogero, dipinto, opera documentata nella Compagnia di San Niccolò da Tolentino.[7]
- XVIII secolo, Vergine di Trapani e Santi, dipinto, opera documentata nella primitiva chiesa della Compagnia della Madonna dell'Itria.[7]
- XVIII secolo, Sacra Famiglia, San Francesco in estasi con Sant'Antonio di Padova, Santa Chiara, San Rocco, dipinti, opere documentate nella chiesa di San Rocco degli Scalzi del Terzo Ordine.[8]
- XVIII secolo, Sacra Famiglia e San Giuseppe moribondo, dipinti, opere documentate nella chiesa della Madonna della Lettera dei Chierici regolari Ministri degli Infermi.[9]
- XVIII secolo, Natività della Vergine, Vergine di Trapani venerata da Sant'Alberto, San Marco Evangelista, San Giuliano, dipinti, opere documentate nella chiesa della Vergine Santissima della Luce ossia Maria di Nuova Luce.[8]
- XVIII secolo, Storie di Mosè, affreschi, opere documentate nella chiesa di Santa Lucia delle maestranze dei corallari.[10]
- 1755, Sant'Alberto Carmelitano, dipinto, opera custodita nella nuova chiesa di Sant'Alberto.[3]
- XVIII secolo, Sacra Famiglia, dipinto, opera custodita nella chiesa del collegio dei Gesuiti.
- XVIII secolo, Disegno, decorazione del cappellone della chiesa di Santa Maria del Soccorso o badia nuova.
- XVIII secolo, Vergine Maria raffigurata tra San Paolino e Sant'Angelo Martire, e la Madonna in gloria e santi, ovale sulla volta, tele per la chiesa dei carmelitani intra moenia.
- XVIII secolo, Trionfo della Religione, San Bonaventura in gloria e i Quattro evangelisti, pale d'altare, opere provenienti nella chiesa di Sant'Agostino e oggi custodite nel Museo Pepoli.
- XVIII secolo, Vergine del Rosario raffigurata con San Domenico di Guzmán e San Francesco d'Assisi,[8] Visitazione della Vergine a Santa Elisabetta,[4] pale d'altare, opere già nella chiesa di Santa Elisabetta e custodite nel palazzo vescovile di Trapani.
- XVIII secolo, San Giovanni Nepomuceno, dipinto, opera documentata nella chiesa dell'Addolorata.

 Protobasilica cattedrale di San Lorenzo 
- XVIII secolo, Dio Padre, dipinto.[11]
- XVIII secolo, Lapidazione di Santo Stefano, dipinto, opera custodita nella Cappella di Santo Stefano del transetto.[11]

 Chiesa di San Francesco d'Assisi 
- 1739, Omaggio degli Ordini religiosi alla Madonna di Trapani ove la Vergine è ritratta con San Bonaventura da Bagnoregio, San Francesco d'Assisi e diversi Santi dell'Ordine francescano, pala d'altare autografa "Dominicus La Bruna pinxit 173...", opera custodita nella Cappella della Madonna di Trapani.[8]
- 1739c., Santa Chiara e le clarisse nell'atto di mostrare la Sacra Pisside circondata da una moltitudine di Santi dell'Ordine francescano (Sant'Agnese, Santa Rosa da Viterbo, Santa Elisabetta) e schiere d'angeli adoranti, pala d'altare, opera custodita nella Cappella di Santa Chiara.[8][12]

 Chiesa di Santa Maria dell'Itria dell'Ordine degli agostiniani scalzi 
- XVIII secolo, Padre Eterno che porge Gesù Bambino a San Giuseppe e Maria, quadrone su tela, opera posta sulla volta della sacrestia.[13]
- XVIII secolo, Vergine Santissima sotto il titolo della «Presentazione di Maria al Sacro Tempio di Gerusalemme», olio su tela , opera documentata nell'Oratorio della Vergine Santissima sotto il titolo della «Presentazione al Sacro Tempio di Gerusalemme» sede del noviziato.
- XVIII secolo, Ciclo di dipinti: Concezione, Nascita, Imposizione del Nome di Maria, Presentazione al Tempio, Annunciazione, Visitazione a Santa Elisabetta, Nascita di Gesù Bambino, Purificazione di Maria Santissima, Fuga in Egitto, Morte di Maria Santissima e il quadrone raffigurante l'Assunzione di Maria Santissima al Cielo, opere portate a compimento da Vincenzo Brunetti, documentate nell'Oratorio della Vergine Santissima sotto il titolo del «Belvedere».

 Chiesa di Santa Maria di Gesù 
- XVIII secolo, Predicazione di San Diego d'Alcalà, dipinto, opera documentata nella chiesa di Santa Maria di Gesù.
- XVIII secolo, San Francesco chiede la grazia della Porziuncola, dipinto, opera documentata nella chiesa di Santa Maria di Gesù.[8]
- XVIII secolo, Religione e Purità, affreschi, allegorie presenti ai lati dell'altare della Concezione.[8]

 Basilica santuario di Maria Santissima Annunziata 
- 1734, Ciclo, dieci piccoli dipinti con temi iconografici cari alla religiosità carmelitana, opere documentate.
- 1734, Storie del profeta Elia, affreschi, opere documentate sulla volta della sacrestia.[13]
- 1734, Madonna del Carmelo e Albero dei conventi carmelitani, affresco parietale, opera presente nell'aula capitolare del convento, oggi ambiente del Museo Pepoli.
- 1735c., Madonna di Trapani raffigurata tra San Giovanni Evangelista, Sant'Alberto degli Abbati, San Giuliano l'Ospitaliere e il Beato Luigi Rabatà, pala d'altare.[7]
- XVIII secolo, Madonna con Bambino e Sant'Anna, dipinto, opera custodita nel Museo Pepoli.

 Affreschi in palazzi nobiliari 
- 1754, Eterno Creatore, affreschi dai temi religiosi comprendenti il Sogno di Giacobbe e il Giudizio di Salomone, opere realizzate negli ambienti del piano nobile del palazzo di Francesco Saura, duca di Castelmonte.[14]
- XVIII secolo, La Virtù coronata, affresco in parte ridipinto raffigurante Mercurio con lo scudo decorato con la figura della Trinacria, Apollo con la lira, assiso sul carro tra un coro di Muse, figure mitologiche e le allegorie della Pittura, Scultura, Architettura, opera presente nel salone del Palazzo Riccio di San Gioacchino, edificio oggi proprietà della provincia di Trapani.[14]
- XVIII secolo, Venere, affresco di tema nuziale, opera documentata per il salone principale del palazzo Fardella, marchesi di Torrearsa.[13]
- XVIII secolo, Eterno in gloria e angeli, affresco, opera documentata per il salone principale del palazzo di Annibale Fardella, marchese di Torrearsa.[14]

Affreschi documentati nel palazzo Staiti, barone delle Saline della Chiusa Grande e della Chiusella. Palazzo Omodei, cavaliere dell'Ordine gerosolimitano. Palazzo del signor Venuti. Palazzo signor Nicolò Palmieri.

### Opere sparse
- 1735, Sant'Ignazio di Loyola, dipinto appartenente a ciclo commissionato per la chiesa del Collegio dei Gesuiti, oggi intitolata a Santa Maria del Soccorso, e custodita nella chiesa di San Teodoro di Modica.
- 1735, Adorazione dei Magi, dipinto appartenente a ciclo commissionato e documentato per la chiesa del Collegio dei Gesuiti, oggi intitolata a Santa Maria del Soccorso di Modica.[6]
- XVIII secolo, Sant'Ignazio di Loyola, pala d'altare, opera custodita nella chiesa del Gesù del Collegio dei Gesuiti di Caltagirone.

### Disegni
- 1727, Madonna di Trapani,[15] disegno, riproduzione inserita fra le illustrazioni a stampa delle due edizioni dell'opera teorica di Giovanni Biagio Amico intitolata "L'architetto prattico", Palermo, 1726 - I° Volume  e 1750 - II° Volume .
- XVIII secolo, Disegni, bozzetti, illustrazioni (oggetto di incisioni divulgative a mezzo stampa) documentati nelle raccolte del Museo Pepoli di Trapani.